# Southland Tales
Southland Tales (bra: Southland Tales - O Fim do Mundo; prt: Southland Tales) é um filme teuto-franco-estadunidense de 2006, dos gêneros suspense, ficção científica e comédia dramático-romântica, escrito e dirigido por Richard Kelly e protagonizado por Dwayne Johnson, Seann William Scott e Sarah Michelle Gellar.

## Sinopse
Em 2005, um ataque nuclear arrasou o estado do Texas. Para combater a desordem, o governo suspende os direitos individuais, gerando mais revolta e levando à formação de grupos terroristas.